# Marchen Neel Gjertsen
Marchen Neel Gjertsen (født 16. september 1985 i Glostrup) er en dansk journalist og fra 8. januar 2024 administrerende chefredaktør på Jyllands-Posten. Hun er tidligere journalist på dagbladet Information, formand for Folketingets Presseloge og politisk redaktør på Jyllands-Posten.

## Karriere
Gjertsen er uddannet journalist fra Syddansk Universitet i 2010 med praktik på Dagbladet Information. Efter endt uddannelse fik hun fast job samme sted. I slutningen af 2011 skiftede hun til et job som politisk reporter på Jyllands-Posten, hvor hun arbejdede tæt sammen med den daværende leder af deres politiske redaktion, Christine Cordsen. Efter tre måneder i stillingen som souschef for Politikens Christiansborg-redaktion, vendte Gjertsen i maj 2015 tilbage til Jyllands-Posten, hvor hun overtog jobbet som politisk analytiker og leder af den politiske redaktion efter Cordsen. I slutningen af 2018 blev Gjertsen forfremmet til politisk redaktør og medlem af nyhedsledelsen på Jyllands-Posten. I starten af 2021 blev Gjertsen igen forfremmet til chefredaktør med det redaktionelle ansvar for Jyllands-Postens digitale udvikling.
Da hendes chef, administrerende chefredaktør Jacob Nybroe, i august 2023 måtte forlade sin stilling, blev Gjertsen konstitueret i den for så i januar 2024 at besætte den permanent.
Gjertsen har sammen med Information-journalist Sebastian Gjerding skrevet bogen Forklædt som nazist - en Århushistorie om Charlotte Johannsen, der infiltrerede det højreradikale miljø i White Pride.
I 2005 stillede Marchen Neel Gjertsen op til kommunalvalget i Odense for Enhedslisten.
Hun fik da 47 personlige stemmer.
I et interview januar 2024 med Euroman fortalte hun, at hun havde skrevet dele af en eksamensopgave på universitetet for en ven. Da adskillige universitetsansatte påpegede, at handlingen var et eksempel på eksamenssnyd, beklagede Gjertsen efterfølgende og kaldte sin optræden et udtryk for dårlig dømmekraft.

## Hæder
I 2019 blev hun hædret med Publicistklubbens Talentpris.